# Cantó de Marsella Lo Camàs
El cantó de Marsella Lo Camàs és un cantó francès del departament de les Boques del Roine, situat al districte de Marsella. És format per part del municipi de Marsella.

## Municipis
Aplega tot o part dels següents barris de Marsella:
- Saint-Pierre
- La Conception
- Lo Camàs
- La Plana

| Data d'elecció                           | Identitat            | Partit | Qualitat |
| ---------------------------------------- | -------------------- | ------ | -------- |
| 1951-1985                                | Irma Rapuzzi         | SFIO   |          |
| 1985-2004                                | Jean-François Mattei | UDF    |          |
| 2004-                                    | Antoine Rouzaud      | PRG    |          |
| les dades anteriors no són pas conegudes |                      |        |          |